# Кемчуг (Бирилюсский район)
Кемчуг — посёлок в Бирилюсском районе Красноярского края России. Входит в состав Рассветовского сельсовета. Находится на левом берегу реки Кемчуг, примерно в 47 км к востоку-северо-востоку (ENE) от районного центра, села Новобирилюссы, на высоте 197 метров над уровнем моря.

## Население
| 2010 |
| ---- |
| 154  |

Гендерный состав
По данным Всероссийской переписи населения 2010 года 75 мужчин и 79 женщин из 154 чел.

## Улицы
Уличная сеть посёлка состоит из 5 улиц.